# 潘鏞
潘鏞（1413年—？），字克鳴，應天府上元縣人，民籍，明朝政治人物。進士出身。

## 生平
應天府鄉試第九十九名。景泰二年（1451年）辛未科會試第九十二名，殿試登進士第三甲第八十六名。

## 家族
曾祖潘貴成。祖父潘道榮。父亲潘彥舉。